# Корсари: Прокляття дальніх морів
Корсари: Прокляття дальніх морів — відеогра жанру RPG, випущена у 2000 році для персональних комп'ютерів союзом фірм 1С і Акелла. В сюжеті відображається розвиток Англійських колоній 1601 року та еру піратства в Карибському морі. В зарубіжних країнах гра була видана під назвою Sea Dogs: An Epic Adventure at Sea.
Корсари: ПДМ була дуже добре прийнята критиками і гравцями та здобула популярність як перша повністю тривимірна гра про піратів.
Також гра започаткувала серію ігор Корсари в яку увійшли Пірати Карибського моря, Корсари III та доповнення до них.

## Ігровий процес

### Основи
Гравець виступає в ролі молодого англійського капітана Ніколаса Шарпа, який втік з іспанського полону. Він прямуєте на острів Хайрок, щоб отримати там патент на каперство. Він може отримати патент від англійців, французів, іспанців або стати вільним корсаром, що визначає сюжет. Мета гравця полягає в тім, щоб стати губернатором всього архіпелагу на користь держави-покровителя чи збудувати незалежну піратську державу. Для цього персонаж повинен подорожувати морем і островами, брати участь у морських та наземних битвах, брати на абордаж кораблі та займатися торгівлею. Таким чином гравець сам вирішує яку вибрати тактику збагачення — грабіжництво або торгівля.
Також у грі присутні параметри, що впливають на геймплей, а саме ранг та репутація. Перший необхідний для керування більшими кораблями, а другий впливає на ставлення персонажів до героя. Сюжет у гри нелінійний, тому можна прийти до кінцівок різноманітними шляхами, граючи як за піратів, та і за одну з трьох держав, що володіють частинами архіпелагу. У грі передбачена зміна пори доби та погоди.

### Морський бій

Абордажний бій

Бій може проходити як у відкритому морі, так і поблизу островів, або біля прибережних фортів. Бій ведеться 4-ма видами снарядів: ядра, картеч, кніпель і бомби. Ядра призначені для того, аби пробивати кораблі (або обстрілювати фортеці), картеч — для того, щоб знищувати живу силу ворожої команди, кніпель — для виведення з ладу оснащення і вітрил, а бомби — універсальний вид снарядів. Коли гравець воює за одну з держав архіпелагу, то при прицільному влученні в корабель цієї держави на кораблі Ніколаса піднімається «Веселий Роджер», гравець втрачає належність до нації та стає піратом. Супротивника можна знищити або взяти на абордаж. При абордажі є можливість забрати з корабля всі товари та пустити корабель на дно, або після перемоги забрати до себе в армаду (якщо кількості решти команди буде достатньо для керування обома кораблями і в штаті перебуватиме вільний перший помічник, який візьме трофейний корабель під своє управління). Перебуваючи на палубі, можна скористатися підзорною трубою і дізнатися більше інформації про навколишні кораблі.

### Наземний бій
Кожен противник Ніколаса може бути як слабший за нього, так і сильніший. Щоб Ніколас міг вигравати, потрібно вдосконалювати навички. Підвищення рівня навичок можна домогтися лише після підвищення рівня героя за допомогою захоплення форту, знищення кораблів і відкриття нових цінних відомостей.
Бойова система «Корсарів» відрізняється тим, що головний герой проводить всі бої один на один з капітаном ворожого корабля або командиром гарнізону форту. Як здоров'я обох супротивників виступає чисельність команди. При цьому сила удару залежить як від навичок головного героя, так і від співвідношення чисельності живих членів команди супротивників. У зв'язку з цим завжди існує можливість перемогти сильнішого суперника, однак щоб це зробити гравцеві потрібно проявити спритність рук і добру реакцію. Сам бій проходить наступним чином: при абордажі або захопленні форту відображається короткий ролик, на якому зображуються солдати, які б'ються, після чого персонаж зустрічається з супротивником і обмінюється ударами. Ударів передбачено 4 — праворуч зверху, зліва зверху, зліва знизу і праворуч знизу, на кожну атаку своя клавіша, крім ударів так само є можливість поставити блок, відповідно до напрямку атаки, причому на кожний напрям блоку так само є своя клавіша. Окрім блоків та ударів гравець і комп'ютерний супротивник можуть зробити фінт: лише позначити удар, змусивши опонента заблокувати мниму атаку і відкритися в іншому місці. Удар в блок завдає або незначні пошкодження, або не завдає їх взагалі, в залежності від співвідношення команд супротивників.
При невдалій битві, що закінчилася не на користь капітана Шарпа, гра покаже заключний ролик, який ілюструє останні картини з життя героя. Залежно від обставин загибелі, зміст цих роликів може відрізнятися. Наприклад, після потоплення корабля героя відображається один з роликів із затонулим судном, а після вдалого бунту на кораблі капітан буде страчений через повішання на реї.

### Міста
Кожна з трьох націй в грі розташована на визначених містах-островах в архіпелазі, і оформлення цих міст розрізняється залежно від держави, до якої вони належить. У більшості з них, як правило, присутні магазин і таверна. У головних містах, крім таверни і магазина є верф, в якій можна лагодити, купувати й продавати кораблі, а також палац губернатора, в якому гравець може отримати корсарський патент, однак, щоб отримати цей документ від губернатора ворожої держави, доведеться спочатку «замаскуватися» під службовця цієї країни, купивши належність до ворожого флоту (прапор) на архіпелазі Скалшорз, що належить піратам. В іншому випадку, аудієнцію отримати не вийде, бо охорона форту розпізнає гравця, як ворога, відкриє вогонь з гармат і він не зможе висадитися на острів без бою.
Переміщення героя з міста до місто відбувається за допомогою інтерактивної мапи, яку можна активувати у відкритому морі або по прибуттю в порт, за умови, що в цей час корабель героя не знаходиться у бою.

### Меню предметів героя
Воно поділяється на розділи: «Скриня», «Трюм», «Корабель», «Штаб» та «Журнал».
- Скриня — в ній зберігаються отримані предмети з їх описом та зображенням. Предмети можна отримати тимчасово задля завдання, або назавжди як особистий інвентар персонажа.
- Трюм — показує вантаж (товари або снаряди), завантажені на корабель гравця. Вони можуть бути необхідні як для повноцінного використання корабля (дошки та парусина для лагодження судна, снаряди), так і задля торгівлі.
- Корабель — показує кораблі, що знаходяться у флотилії гравця, в тому числі його корабель, їх характеристики і ступінь пошкоджень.
- Штаб — показує рівень, навички, досвід героя, відомості про уміння, інформацію про найнятих офіцерів, чисельність команди та кількість наявних грошей.
- Журнал — сюди, так чи інакше, герой записує всі істотні події, що відбуваються з ним за сюжетом.

В усіх розділах вибравши елемент, що цікавить, гравець може прочитати розгорнуту історію або опис цього об'єкта, в деяких випадках це є частиною сюжетних завдань.

### Офіцери
На архіпелазі можна зустріти деяких персонажів, які погодяться подорожувати з капітаном, покращуючи його характеристики, за щомісячну плату. На кораблі передбачені наступні посади: перший помічник, боцман, канонір, тесляр, скарбник і корабельний лікар. Офіцери розкидані різними островами і, щоб зібрати повну команду, гравцеві доведеться наймати їх у тавернах або за завданнями, збираючи повноцінний офіцерський склад.

### Зміна погоди
Пересуваючись по карті, корабель може потрапити в шторм, може піти сильний дощ або огляд застелить туман (як сильний, так і невеликий). Герой може плисти в різний час доби. Наприклад, вийшовши з режиму інтерактивної мапи у вільне плавання, можна випадковим чином виявити навколо туманний ранок або дощовий вечір.

## Кораблі
У грі є 43 корабля від 1-го до 7-го класу. Корабель 7-го класу без гармат можна отримати продавши свій корабель на верфі. На початку дається шлюп 6-го класу. Пізніше, підвищуючи свій рівень, гравець може використовувати більш потужні кораблі, поки не дійде до 1-го класу. Якщо персонаж заволодів кораблем який не дозволяє використовувати його рівень, він може або віддати його під керівництво свого першого помічника, або взяти його під своє керування, втративши ефективність своїх умінь, які можуть сягати й від'ємних величин.

## Сюжет
Головним героєм виступає Ніколас Шарп, капітан невеликого англійського торгового судна, який вперше вирушає у плавання. Перед відплиттям мати Шарпа дає йому медальйон, на якому вирізьблене зображення його батька. Подорож виявляється невдалою і його корабель атакують іспанці, після чого Ніколас непритомніє і оговтується вже через деякий час, будучи рабом на плантації. Пізніше йому вдається втекти звідти. Він, взявши з собою 40 людей та вбивши охорону, викрадає корабель. З цього моменту починається гра.
Розпочинається ігрова частина сюжету на англійському острові. Вже на початку гри перед гравцем стоїть вибір: вступити на державну службу однієї з держав на архіпелазі, або почати будівництво нової, піратської держави. А також, події в грі у деяких моментах можна чергувати. Всього держав в грі 3: Англія, Франція та Іспанія. Кінцівки гри не сильно відрізняються один від одного в залежності від зробленого вибору, але події і сюжет, а також політична картина архіпелагу різняться в процесі проходження тієї чи іншої лінії.

## Історія розробки
Ідея створення першої в світі тривимірної піратської гри з'явилася після того, як група компанії Акелла повернулася з Карибів. Віце-президент компанії Дмитро Архипов виявив під водою затонулий піратський корабель і запалився бажанням почати розробку масштабної гри про море та піратів.
Розробка почалася у 1997 році і через три роки робота над грою була завершена. Гру дуже тепло прийняли як в СНД, так і в зарубіжних країнах. «Корсари» одержали визнання та нагороди від преси, в різних країнах почалися з'являтися перші фан-клуби.

## Рейтинги
| Агрегатор    | Оцінка    |
| ------------ | --------- |
| GameRankings | 80.50%    |
| Metacritic   | 71 зі 100 |

| Видання        | Оцінка    |
| -------------- | --------- |
| AllGame        | [ 13 ]    |
| Game Informer  | 8.5 зі 10 |
| GameFan        | 77 %      |
| GameSpot       | 7.9 зі 10 |
| GameSpy        | 77 %      |
| IGN            | 8.5 з 10  |
| PC Gamer (США) | 81 %      |
| PC Zone        | 70 %      |
| X-Play         | [ 20 ]    |

Корсари були зустрінуті критиками позитивно, на агрегаторі GameRankings середня оцінка склала 80.50 %, в той час як на Metacritic гра зібрала 71 з 100. IGN був вражений грою, підкресливши, що вона «можливо, одна з найвеличніших комп'ютерних ігор всіх часів». GameSpot також позитивно ставиться до гри, заявивши, що це «пригода, яка захоплює, незважаючи на багато проблем».

## Приховані можливості
- В грі є вбудований таємний редактор всіх текстур та параметрів, його можна викликати, відкривши файл engine.ini в теці з грою, та змінивши у ньому значення «CORE_MODULE core» на «CORE_MODULE tools_launcher», після чого запустити виконуваний файл гри[21].